# Premio Henry A. Kissinger
Il Premio Henry A. Kissinger viene assegnato dall'Accademia Americana di Berlino per contributi eccezionali alle relazioni transatlantiche. È stato fondato nel 2007 e prende il nome dal politico statunitense Henry Kissinger.

## Vincitori del Premio Henry A. Kissinger
- 2007  Helmut Schmidt
- 2008  George H. W. Bush
- 2009  Richard von Weizsäcker
- 2010  Michael Bloomberg
- 2011  Helmut Kohl
- 2012  George P. Shultz
- 2013 Ewald-Heinrich von Kleist
- 2014 James A. Baker
- 2015 Giorgio Napolitano[1] e Hans-Dietrich Genscher
- 2016 Samantha Power
- 2017 Wolfgang Schäuble
- 2018 John McCain
- 2020 Angela Merkel
- 2021 James Mattis
- 2022 Frank-Walter Steinmeier
- 2023 Jens Stoltenberg